# Література до знаменних і пам'ятних дат Тернопільщини
Література до знаменних і пам'ятних дат Тернопільщини — щорічний бібліографічний список. Видавала від 1967 Тернопільська обласна бібліотека імені Затонського (нині Тернопільська обласна універсальна наукова бібліотека).
Подано перелік основних ювілейних і пам'ятних дат року, інформацію про визначні події, уродженців та видатних людей, чиї життя й діяльність пов'язані з Тернопільщиною, рекомендовану літературу. Додатково опубліковано перелік дат і подій, не вміщених в основному списку.
Від 1991 виходить під назвою «Література до знаменних і пам'ятних дат Тернопільщини».